# 칼리파 스포츠 시티 스타디움
칼리파 스포츠 시티 스타디움(아랍어: ملعب مدينة خليفة الرياضية, 영어: Khalifa Sports City Stadium)는 바레인 이사타운에 위치한 다목적 경기장이다. 현재 주로 축구 경기장으로 이용된다. 수용 인원은 15,000명이다

## 기록

### 2016년 AFC U-19 챔피언십
| 날짜             | 팀 1                   | 스코어      | 팀 2                   | 라운드 |
| ---------------- | ---------------------- | ----------- | ---------------------- | ------ |
| 2016년 10월 13일 | 바레인                 | 3 - 2       | 사우디아라비아         | A조    |
| 2016년 10월 14일 | 조선민주주의인민공화국 | 1 - 2       | 베트남                 | B조    |
| 2016년 10월 14일 | 아랍에미리트           | 0 - 1       | 이라크                 | B조    |
| 2016년 10월 15일 | 우즈베키스탄           | 2 - 1       | 타지키스탄             | D조    |
| 2016년 10월 16일 | 대한민국               | 2 - 1       | 바레인                 | A조    |
| 2016년 10월 17일 | 베트남                 | 1 - 1       | 아랍에미리트           | B조    |
| 2016년 10월 17일 | 이라크                 | 4 - 0       | 조선민주주의인민공화국 | B조    |
| 2016년 10월 18일 | 오스트레일리아         | 2 - 3       | 우즈베키스탄           | D조    |
| 2016년 10월 19일 | 바레인                 | 3 - 2       | 태국                   | A조    |
| 2016년 10월 20일 | 조선민주주의인민공화국 | 1 - 3       | 아랍에미리트           | B조    |
| 2016년 10월 20일 | 예멘                   | 0 - 1       | 이란                   | C조    |
| 2016년 10월 21일 | 우즈베키스탄           | 0 - 0       | 중화인민공화국         | D조    |
| 2016년 10월 23일 | 이라크                 | 2(5) - 2(6) | 사우디아라비아         | 8강    |
| 2016년 10월 24일 | 우즈베키스탄           | 0 - 2       | 이란                   | 8강    |
| 2016년 10월 27일 | 사우디아라비아         | 6 - 5       | 이란                   | 준결승 |